# Haliotis fulgens
Haliotis fulgens är en snäckart som beskrevs av Philippi 1845. Haliotis fulgens ingår i släktet Haliotis och familjen Haliotididae. Inga underarter finns listade i Catalogue of Life.

## Bildgalleri

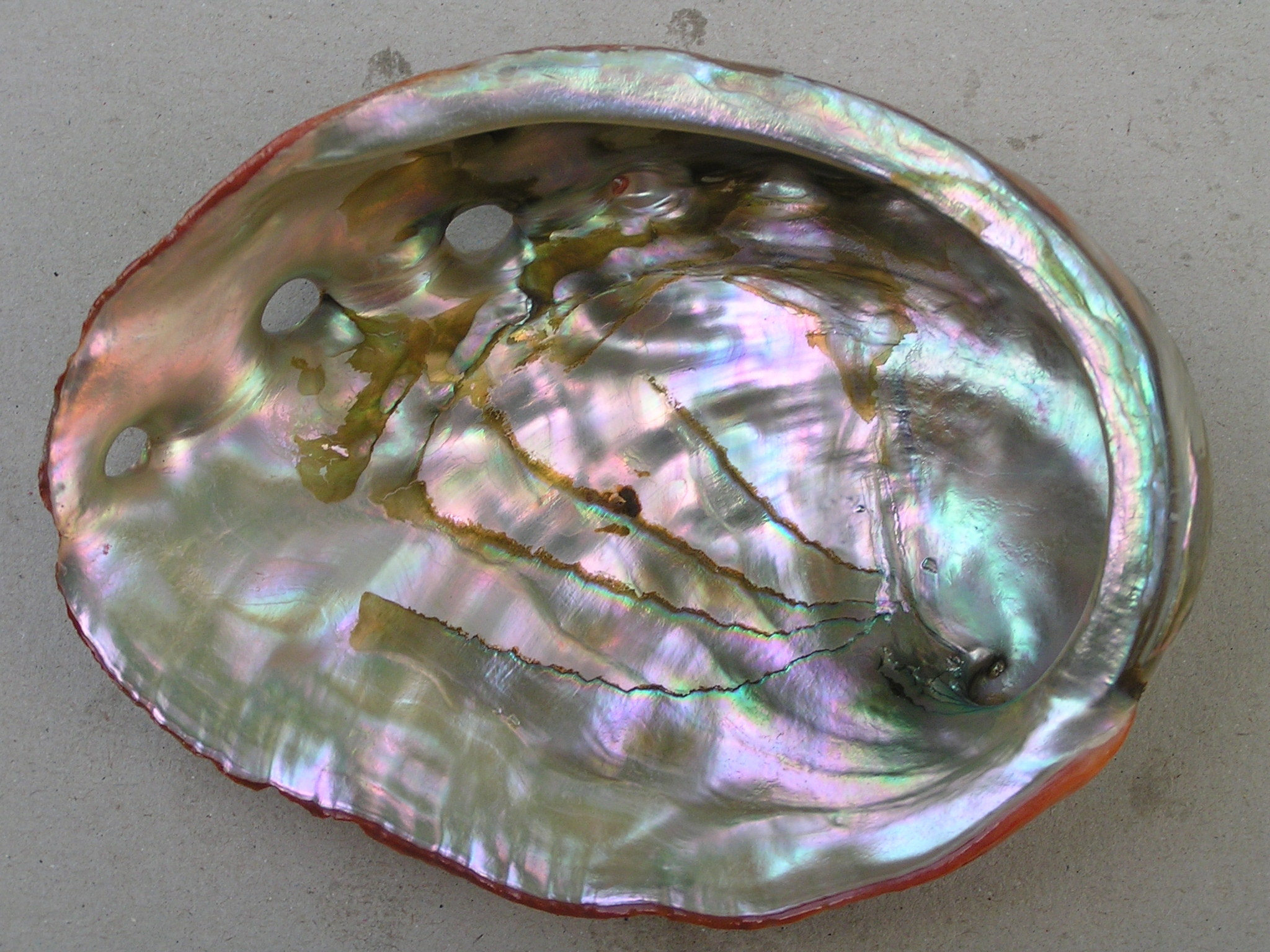